# Шеміран
35°49′ пн. ш. 51°27′ сх. д. / 35.817° пн. ш. 51.450° сх. д.

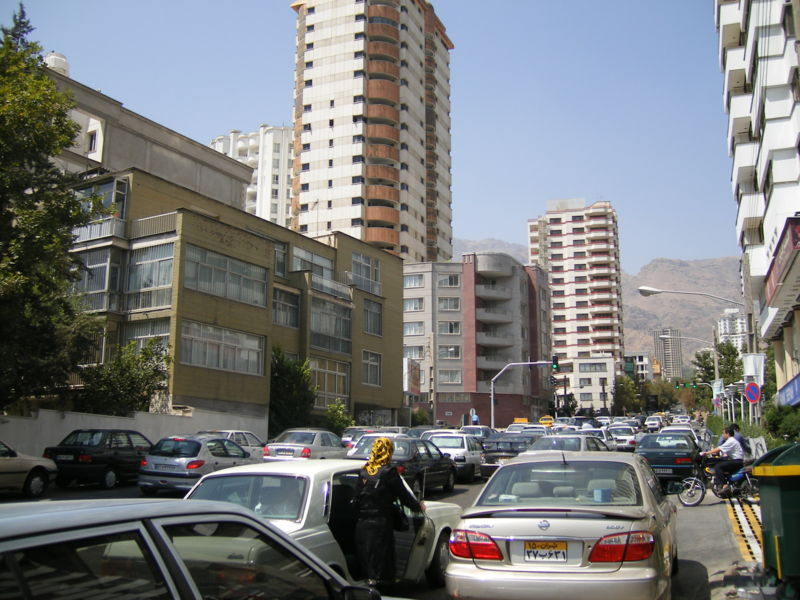
Район Фарманіє

Шеміран (перс. شمیران) - район в північному Тегерані. Найпівнічніший район столиці Ірану, розташований на схилах Ельбурса.
Адміністративно Шеміран представляє кілька районів, розташованих на території шахрестана Шеміранат (1-й і частково 2-й муніципальні округу), але що входять до складу Великого Тегерана. Серед найдорожчих районів - Фарманіє і Елахіє.
Шеміран - один з найдорожчих і найпрестижніших районів Тегерана. Більшість іноземних посольств розташована тут. До  Ісламської революції в районі розташовувалися літні резиденції шахів династій Каджарів і Пехлеві.

## Див. Також
- Великий Тегеран